# 聖查爾斯 (喬治亞州)
聖查爾斯（英語：Saint Charles）是位於美國喬治亞州考維塔縣的一個非建制地區。該地的面積和人口皆未知。

## 地理
聖查爾斯的座標為33°16′07″N 84°46′33″W / 33.26861°N 84.77583°W，而該地的平均海拔高度為275米（即902英尺）。